# 교황 스테파노 1세
교황 스테파노 1세(라틴어: Stephanus I, 이탈리아어: Stefano I)는 제23대 교황(재위: 254년 5월 12일 ~ 257년 8월 2일)이다. 그리스 혈통이었지만, 로마에서 태어났다. 교황 루치오 1세의 수석부제로 봉사하다가 그에게 후계자로 인정받아 교황직을 위임받았다. 사후 시성되었으며, 축일은 8월 2일이다.
250년에서 251년에 걸친 데키우스 황제의 기독교 박해가 끝난 후, 배교했다가 회개한 신자들을 어떻게 처리할 지에 대해서 교회 내에서 서로 의견이 일치되어 있지 않았다. 리옹의 주교 파우스티노는 스테파노 1세에게 배교했다가 회개한 신자들에 대한 용서 및 교회로의 복귀를 거부한 아를의 주교 마르치안을 고발하였다. 파우스티노는 마르치안이 이단으로 단죄받은 노바시아노주의와 같은 주장을 하고 있으니 단호하게 조치할 것을 스테파노 1세에게 촉구하였다.
스테파노 1세와 치프리아노 사이에 이교(離敎)에서 집전한 세례의 유효성에 대한 논쟁이 일어났다. 스테파노 1세는 이교에서 세례를 받았지만 보편 교회로 회심한 이들은 다시 세례를 받을 필요가 없다고 생각했던 반면에, 치프리아노와 아프리카 및 소아시아의 다른 로마 속주의 주교들은 이교의 세례는 무효이기 때문에 회심한 이들이 보편 교회의 성찬례에 참여하려면 반드시 세례를 다시 받아야 한다고 주장하였다. 255년 평신도 마그누스의 요청에 따라 치프리아노가 교회 밖에 있는 이단자들은 죄 사함을 받을 수 없다고 논증하자 255년 카르타고 교회회의는 이를 지지하였다. 이에 치프리아노는 256년 71명의 주교가 참석한 회의의 결과를 로마에 보냈다. 그러나 치프리아노의 사절단이 홀대받자 로마 교회와 카르타고 교회는 대립하게 되었다. 치프리아노는 스테파노 1세에게 편지를 보내어 각 주교는 자기 교구에서 주인이라는 점을 강조하였다. 스테파노 1세도 강경하게 맞섰다. 그러자 치프리아노는 256년 9월 1일에 소집된 주교 87명의 지지를 얻어 카파도키아 지역 카에사리아의 주교 피르밀리아노에게 편지를 보내어 상황을 설명하고 지지를 호소하였다. 피르밀리아노가 보낸 편지는 스테파노 1세를 심하게 비판하는 내용으로 되어 있으며 이교에서 거행한 세례를 인정한 로마 교회의 가르침을 신랄하게 공격하고 있다. 스테파노 1세가 이들을 파문하였는지는 알려지지 않고 있다. 그 후 알렉산드리아의 디오니시오 주교가 스테파노 1세에게 편지를 보내어 양자를 조절하였다. 결국 스테파노 1세의 주장이 승리하여 교회 전체에 광범위하게 받아들여졌다. 그리하여 이교에서 회심한 이들은 안수로써 죄 사함을 받고 성찬례에 참여할 수 있게 되었다.
스테파노 1세는 또한 데키우스 황제의 기독교 박해 기간 동안 레온의 주교 미르시알과 아스토르가의 주교 바실리데스가 이방 종교의 신에게 제물을 봉헌하였다고 하여 주교직에서 물러나게 되자 바실리데스가 개인적으로 스테파노 1세를 찾아가 용서를 청하였다. 이에 스테파노 1세는 미르시알과 바실리데스를 용서해주고 그들을 주교로 복직시켰다.
《황금 전설》에 따르면, 257년 발레리아누스 황제가 다시 기독교에 대한 박해를 시작하였으며, 스테파노 1세가 교황직에 올라 257년 8월 2일 기독교 신자들을 위한 미사를 집전하고 있던 중에 체포되어 처형되었다고 한다. 하지만 354년 작성된 《주교 사망록》(Depositio episcoporum)에는 스테파노 1세 교황을 순교자로 기록하고 있지 않으며, 가톨릭교회 역시 순교자로 기념하고 있지 않다. 스테파노 1세가 앉았다고 전해지는 주교좌는 18세기까지 피로 얼룩진 상태로 보존되었다고 한다.

## 같이 보기
- 교황 목록